# Tomilin
Tomilin je priimek več oseb:
- Peter Vasiljevič Tomilin, sovjetski general
- Vitalij Tomilin, ruski hokejist